# Nice Drama
Nice Drama (tidigare Nice Scripted Entertainment) är ett svenskt produktionsbolag för film och TV som ingår i NENT Studios.

## Historik
Nice grundades år 2009 av Henrik Jansson-Schweizer och Patrick Nebout med bakgrunder inom Zodiak Television, Nordisk Film & TV och SVT Drama. Jansson-Schweizer blev innehållschef och företagets första VD, medan Nebout var affärsutvecklare. Företagets namn var ursprungligen en förkortning för "new independent creative entertainment".
I november 2010 köptes manusrättigheterna till boken Hundraåringen som klev ut genom fönstret och försvann tillsammans med Felix Herngren's bolag FLX.
I maj 2011 köptes Nice av Northern Alliance Group, som sedan tidigare ägde Baluba och snart skulle köpa Titan Television. Hösten samma år bytte NAG namn till Nice Entertainment Group. Året därpå bytte Nice namn till Nice Drama.
År 2013 köptes Nice Entertainment Group av Modern Times Group. För Nice Drama innebar detta att en del verksamhet som tidigare legat under Strix Television togs över av Nice Drama. Strixproducenten Mikael Wallén blev ny vd. Han efterträddes den 1 oktober 2018 av Alexander Tanno.

## Produktioner
- Hundraåringen som klev ut genom fönstret och försvann (2013, med FLX, långfilm)
- Tjockare än vatten (2014, för SVT)
- Midnattssol (2016, för SVT/Canal+)
- Hundraettåringen som smet från notan och försvann (2016, med FLX, långfilm)
- Hassel (2017, för TV3/Viaplay)[10]
- Superswede, (2017, långfilm)
- Ensamma i rymden (2018, långfilm)

## Källhänvisningar
1. ↑  Office & Contacts Arkiverad 3 januari 2019 hämtat från the Wayback Machine., Nice
2. ↑  Avhoppare startar produktionsbolag, Dagens Media, 27 januari 2010
3. ↑  Motvillig hundraåring blir film, Göteborgs-Posten, 25 november 2010
4. ↑  Felix Herngren filmar Hundraåringen som klev ut genom fönstret och försvann Arkiverad 20 juli 2012 hämtat från the Wayback Machine., Piratförlaget, 25 november 2010
5. ↑  Nice till Northern Alliance Group, Dagens Media, 11 maj 2011
6. ↑  Balubas ägare byter namn – till Nice, Dagens Media, 3 oktober 2011
7. ↑  En tv-stjärnas död, Resumé, 24 september 2018
8. ↑  Han är ny vd för Nice Drama, Resumé, 17 september 2018
9. ↑  Nice Drama appoints new CEO, NENT Studios, 17 september 2018
10. ↑  MTG gör "Hassel" med Ola Rapace, Dagens Media, 7 september 2016